# Daria Nauer
Daria Nauer (ur. 21 maja 1966 w Wettingen) – szwajcarska lekkoatletka, specjalizująca się w biegach długodystansowych. Dwukrotna uczestniczka letnich igrzysk olimpijskich (Atlanta 1996, Sydney 2000).

## Sukcesy sportowe
- Helsinki 1994 – mistrzostwa Europy –  brązowy medal w biegu na 10 000 metrów
- 8-krotna mistrzyni Szwajcarii[1]:
  - w biegu na 1500 metrów – 1994 (1x)
  - w biegu na 3000 metrów – 1990, 1992, 1994 (3x)
  - w półmaratonie – 1998 (1x)
  - w biegach przełajowych – 1992, 1993, 1994 (3x)

## Rekordy życiowe
- bieg na 3000 metrów – 8:54,53 (Lozanna 1993)
- bieg na 5000 metrów – 15:13,93  (Berlin 1994)
- bieg na 10 000 metrów – 31:35,96 (Helsinki 1994)
- bieg na 5 kilometrów – 15:38 (Berno 1996)
- bieg na 15 kilometrów – 51:15 (Kerzers 1999)
- półmaraton – 1:12:22 (Paryż 1999)
- maraton – 2:32:38 (Berlin 1999)